# Legall de Kermeur
Legall de Kermeur (ur. 4 września 1702 w Wersalu, zm. 1792) – francuski szachista, uważany za najsilniejszego gracza Francji do czasu pokonania go przez jego szachowego ucznia François Philidora (w 1755 roku). We wspomnieniach Denisa Diderota blada, chuderlawa sylwetka legendarnego mistrza szachowego była niemal stałym elementem wyposażenia sławnej paryskiej kawiarni Café de la Régence. Otoczony szacunkiem, był powszechnie lubiany pomimo dokuczliwego zwyczaju nadużywania tabaki. W historii szachów zapisał się głównie jako nauczyciel Philidora i autor jednej z najbardziej znanych miniatur szachowych, zwanej matem Legala.